# 新庫斯卡特蘭

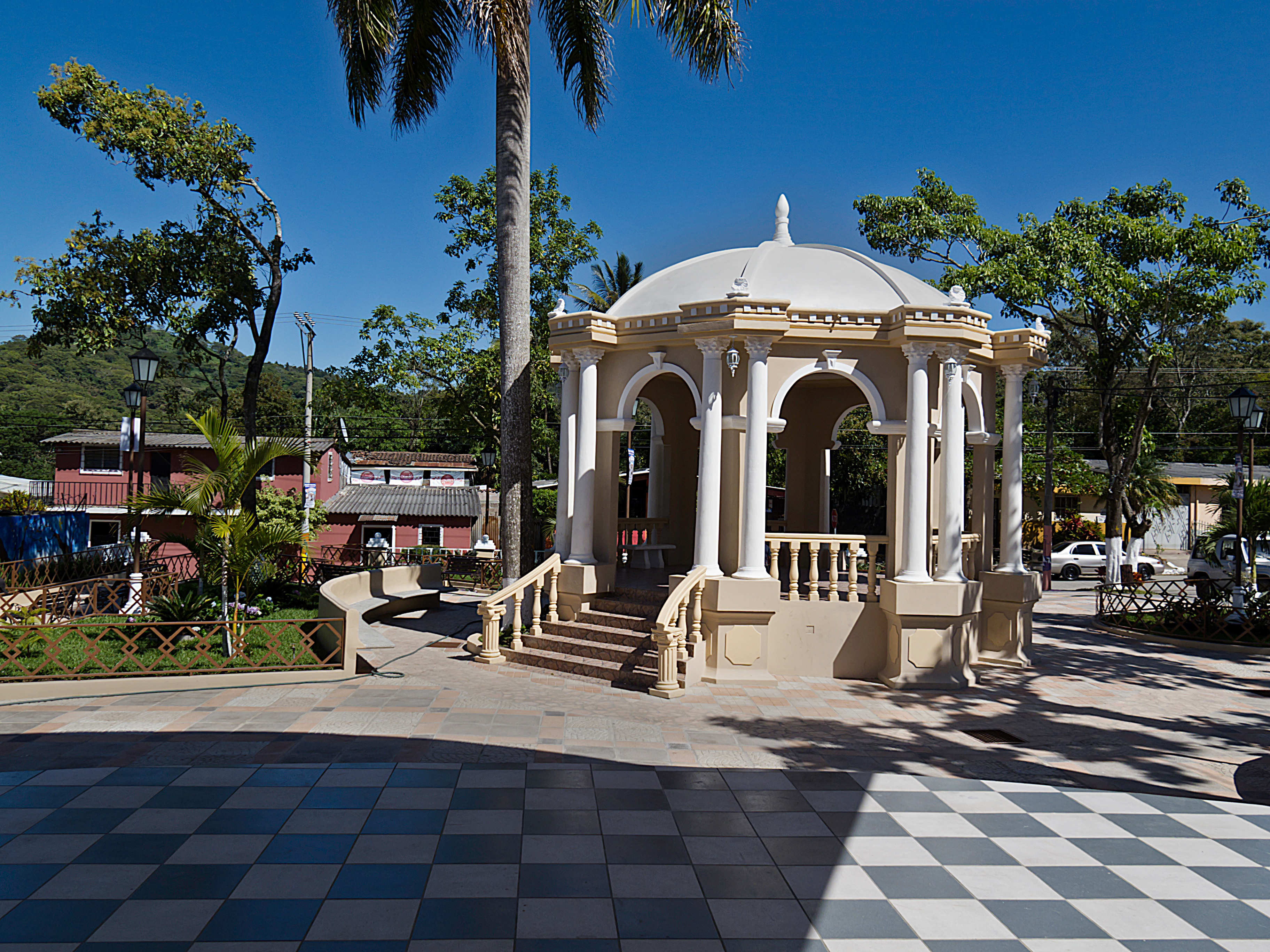

新庫斯卡特蘭（西班牙語：Nuevo Cuscatlán），是薩爾瓦多的城鎮，位於該國中西部，由拉利伯塔德省負責管轄，面積15.61平方公里，海拔高度969米，2007年人口6,897，人口密度每平方公里441.83人。
13°39′N 89°16′W / 13.650°N 89.267°W